# Oostelijke roodstuitzwaluw

## Taxonomie
De oostelijke roodstuitzwaluw of amoerroodstuitzwaluw (Cecropis daurica) werd in 1769 voor het eerst formeel beschreven door Erik Laxmann als Hirundo daurica. In 2008 plaatsten biologen de roodstuitzwaluw in het geslacht Cecropis. Deze geslachtsnaam Cecropis is genoemd naar een Atheense stam die zijn naam had ontleend aan Kekrops, een mythische halfgod die half mens, half slang was en de stichter zou zijn van Athene. De naam daurica is afgeleid van Daurië, een bergachtig gebied in de Transbaikal in Rusland waar de typesoort is waargenomen.

## Kenmerken
De oostelijke roodstuitzwaluw  lijkt sterk op de roodstuitzwaluw. De vogel is 16 tot 17 cm lang. De meeste ondersoorten hebben een duidelijkere streping op de borst en buik.

## Ondersoorten en hun verspreiding
E r zijn acht ondersoorten:
- C. d. daurica (Laxmann, 1769) (noordoostelijk Kazakstan en  Mongolië tot in China en Zuidoost-Azië.
- C. d. japonica (Temminck & Schlegel, 1845) Zuidoostelijk Siberië, Korea en Japan tot in Z-China en verder tot in Nieuw-Guinea en het noorden van Australië en de Bismarckarchipel.
- C. d. nipalensis (Hodgson, 1837) (Himalayagebied tot N-Myanmar en N-India
- C. d. erythropygia (Sykes, 1832) (Midden-India tot in Sri Lanka
- C. d. mayri (Hall, BP, 1953) (Noordoost-Bangladesh en India, N-Myanmar en Z-China)
- C. d. stanfordi (Mayr, 1941) (Oost-Myanmar, Noord-Thailand en Indochina)
- C. d. vernayi (Kinnear, 1924) (Zuid-Myanmar en West-Thailand)
- C. d. striolata (Schlegel, 1844) (Soendazwaluw: Taiwan, Filipijnen en de grote en kleine Soenda-eilanden)

## Status
De oostelijke roodstuitzwaluw wordt door BirdLife International beschouwd als soortgroep waartoe ook de roodstuitzwaluw (Cecropis rufula) behoort en heeft daarom geen afzonderlijke vermelding op de Rode Lijst van de IUCN. Deze soortgroep heeft een groot verspreidingsgebied, daardoor  is de kans op uitsterven zeer gering. Een zeer globale schatting uit 2024 geeft aan dat de totale populatie bestaat uit 57,2 - 134 miljoen vogels. De trend is stabiel, daarom staat de soort als 'niet bedreigd' (Least Concern) op de Rode Lijst van de IUCN.